# Station Geithus
Station Geithus is een station in  Geithus in de gemeente Modum  in  Noorwegen. Het station ligt aan Randsfjordsbanen. Geithus dateert uit 1875. Bij de opening werd het gespeld als Gjethus stasjon. In 2004 werd het station gesloten voor personenvervoer.